# Новоямское сельское поселение (Брянская область)
Новоямское сельское поселение — муниципальное образование в северо-восточной части Севского района Брянской области. Административный центр — село Новоямское.
Образовано в результате проведения муниципальной реформы в 2005 году, путём слияия дореформенных Голышинского, Шведчиковского сельсоветов и части Юшинского сельсовета.

## Население
| 2010  | 2011  | 2012  | 2013  | 2014  | 2015  | 2016  | 2017  | 2018  |
| ----- | ----- | ----- | ----- | ----- | ----- | ----- | ----- | ----- |
| 1591  | ↘1583 | ↘1575 | ↘1564 | ↘1539 | ↘1496 | ↘1453 | ↘1420 | ↘1403 |
| 2019  | 2020  | 2021  |       |       |       |       |       |       |
| ↗1414 | ↘1402 | ↘1295 |       |       |       |       |       |       |

## Населённые пункты
| №  | Населённый пункт | Тип     | Население |
| -- | ---------------- | ------- | --------- |
| 1  | Новоямское       | село    | ↘634      |
| 2  | Голышина         | село    | ↘326      |
| 3  | Земледелец       | посёлок | ↘16       |
| 4  | Кривцова         | деревня | ↘168      |
| 5  | Лепёшкина        | деревня | ↘2        |
| 6  | Надежда          | посёлок | →2        |
| 7  | Новая Улица      | посёлок | ↘13       |
| 8  | Семёновка        | деревня | ↘5        |
| 9  | Шведчики         | село    | ↗384      |
| 10 | Юшина            | село    | →14       |